# Tommy Stinson
Thomas Stinson o Tommy Stinson (n. 6 de octubre de 1966 en Mineápolis, Minnesota) es un bajista estadounidense, que ha integrado diversas bandas de rock, tales como Guns N' Roses, Dogbreath, The Replacements, Bash & Pop, Perfect y Soul Asylum.

## Carrera profesional
Aparte de su carrera como bajista, Thomas también se ha desenvuelto como solista y segunda voz, guitarrista, algo de teclado e incluso percusión. Adicionalmente, en alguna ocasión ha realizado funciones como director musical.[cita requerida]
Como solista lanzó su disco Village Gorilla Head, con un estilo a su último trabajo en The Replacements, recibiendo buenas críticas.
Pero aun así, se limitó a tocar en bares y pequeños lugares.

### Guns N' Roses
Llegó a Los Ángeles en 1993. Según cuenta, nunca había trabajado de manera seguida durante mucho tiempo hasta que Axl Rose se contactó con él para que formara parte de Guns N' Roses. [cita requerida] De él ha dicho Axl que es su mayor ayuda para liderar el grupo.[cita requerida] Sustituyó a Duff McKagan en 1996, cuando este dejó el grupo y Axl le reclutó.[cita requerida]
A comienzos de 2016, luego del anuncio de una nueva gira mundial de la banda original, tras muchos años de inacción, Tommy decidió alejarse y no participar del evento.

## Instrumentos
En The Replacements usó un Fender Precision Bass.
Luego en Guns N’ Roses cambió a un Fender Precision Bass Special, que particularmente lo usa en las variadas colaboraciones que ha hecho. 
También utiliza solo en Guns N’ Roses un Gibson Thunderbird, un Rickenbacker 4001 y un Music Man Stingray.
En su carrera solista cambió a guitarra rítmica, utiliza una Fender Telecaster y una Gibson J-200.

## Discografía

### The Replacements
- Sorry Ma, Forgot to Take Out the Trash (1981)
- Stink (1982)
- Hootenanny (1983)
- Let It Be (1984)
- Tim (1985)
- Pleased to Meet Me (1987)
- Don't Tell a Soul (1989)
- All Shook Down (1990)

### Bash & Pop
- Friday Night is Killing Me (1993)
- Anything Could Happen (2017)

### MOTH
- Provisions, Fiction and Gear (2002)

### Soul Asylum
- The Silver Lining (2006)

### Guns N' Roses
- Chinese Democracy (2008)

### Como solista
- Village Gorilla Head (2004)
- One Man Mutiny (2011)
- L.M.A.O (2015)